# Carabantes
Carabantes – gmina w Hiszpanii, w prowincji Soria, w Kastylii i León, o powierzchni 16,31 km². W 2011 roku gmina liczyła 23 mieszkańców.